# Near Earth Asteroid Rendezvous
Near Earth Asteroid Rendezvous (indicata attraverso l'acronimo NEAR e dal marzo del 2000 come NEAR Shoemaker) è stata una sonda spaziale della NASA, sviluppata per eseguire un rendezvous con un asteroide near-Earth e condurne osservazioni prolungate. È stata la prima della serie di missioni scientifiche appartenenti al Programma Discovery.
È stata lanciata il 17 febbraio 1996 a bordo di un razzo Delta II; un accurato piano di volo ha permesso di sorvolare l'asteroide 253 Mathilde prima di raggiungere 433 Eros. Il 20 dicembre 1998 si è rischiato seriamente di perdere la sonda, durante l'esecuzione della prima manovra che avrebbe dovuto portarla ad entrare in orbita attorno ad Eros venti giorni dopo. Ristabiliti i contatti dopo circa ventisette ore, fu necessario delineare un nuovo piano di volo che ha infine condotto la sonda ad entrare in orbita attorno all'asteroide il 14 febbraio 2000. Dopo un anno di osservazioni ravvicinate, il 12 febbraio 2001 è stato tentato un atterraggio sulla superficie di Eros, conclusosi con successo. Prolungata per altri quattordici giorni, la missione è terminata il seguente 28 febbraio.
Nel suo complesso, la missione è costata 220,5 milioni di dollari, 122 milioni dei quali utilizzati dall'Applied Physics Laboratory (APL) della Johns Hopkins University per lo sviluppo e la costruzione della sonda.

## Obiettivi della missione

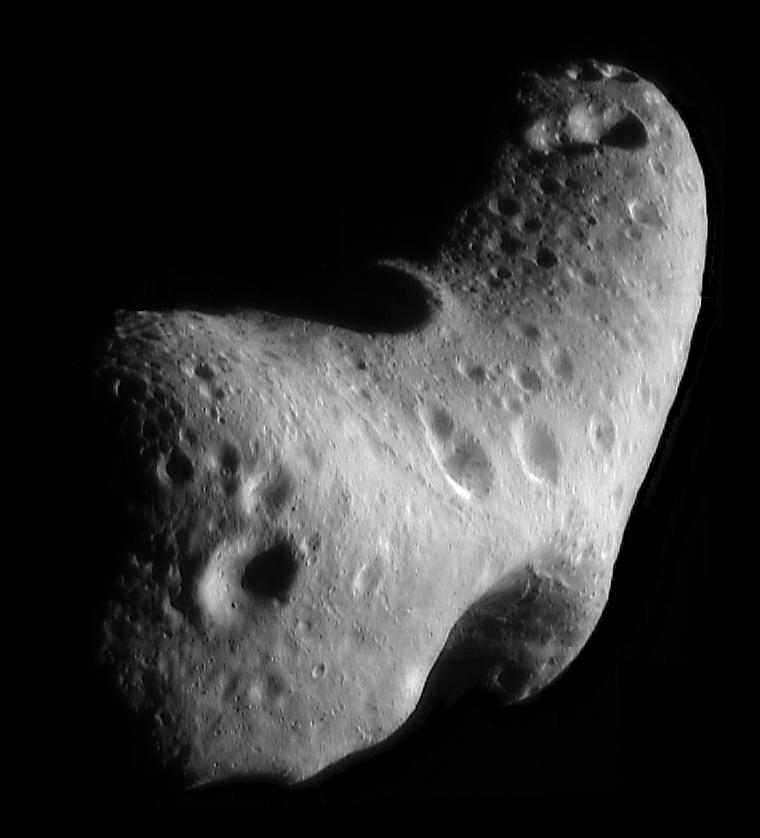
433 Eros in falsi colori, ripreso dalla sonda NEAR Shoemaker.

Obiettivo della missione era studiare in modo prolungato un asteroide, da selezionare tra gli asteroidi near-Earth (NEA) perché facili da raggiungere. Tra i possibili candidati individuati - 1943 Anteros, 3361 Orpheus, 4660 Nereus - fu preferito 433 Eros perché di dimensioni maggiori. Gli asteroidi near-Earth orbitano attorno al Sole in prossimità della Terra ed alcuni di essi ne intersecano l'orbita; sono oggetti, quindi, potenzialmente pericolosi e la loro scoperta ed il loro studio sono obiettivi prioritari di numerose istituzioni scientifiche internazionali. Sebbene Eros non attraversi mai l'orbita della Terra, è il secondo NEA per dimensioni dopo 1036 Ganimede e il primo ad essere stato scoperto, nel 1898. Più in generale, l'esplorazione degli asteroidi è volta a raccogliere informazioni sul processo che condusse alla formazione dei pianeti nella più ampia formazione del Sistema solare.
Più specificatamente, erano obiettivi primari della missione determinare dimensioni, forma, massa, densità, moto di rotazione, oltre che morfologia e composizione superficiale di 433 Eros. Erano obiettivi secondari la «determinazione delle proprietà della regolite; la misurazione dell'interazione col vento solare; la ricerca di attività endogene; la determinazione della distribuzione della massa all'interno dell'asteroide attraverso la misurazione di precisione del campo gravitazionale e la variazione temporale del suo moto di rotazione».
Seppur non indicata specificatamente tra gli obiettivi della missione, non va sottovalutata l'opportunità offerta di confrontare l'asteroide con i meteoriti scoperti sulla Terra e ottenere così dettagli sia sul quanto questi possano essere rappresentativi del corpo originario, sia sul quanto i fenomeni collegati all'attraversamento dell'atmosfera terrestre e, successivamente, all'ambiente terrestre alteri le loro proprietà originarie.

## Sviluppo
| Elementi di missione                  | Previsti | Effettivi |
| ------------------------------------- | -------- | --------- |
| Sonda spaziale                        | 122,1    | 113,5     |
| Operazioni dopo il lancio             | 46,2     | 60,8      |
| Quartier generale                     | 2,7      | 2,7       |
| Veicolo di lancio                     | 43,5     | 43,5      |
| Totale                                | 214,5    | 220,5     |
| valori espressi in milioni di dollari |          |           |

Una prima proposta di un rendezvous con un asteroide venne avanzata nel 1983 dal comitato per l'esplorazione del sistema solare della NASA (Solar System Exploration Committee). Indipendentemente, nel 1985 lo Science Working Group presentò sempre alla NASA una proposta di missione spaziale che intendeva raggiungere tale obiettivo, denominata Near Earth Asteroid Rendezvous. Il Jet Propulsion Laboratory (JPL) aveva quindi condotto uno studio di fattibilità, inquadrando la missione nell'ambito del Programma Observer che prevedeva missioni relativamente economiche per l'esplorazione dei pianeti del sistema solare interno (il costo previsto per ciascuna di esse sarebbe stato di 252 milioni di dollari). Tuttavia la realizzazione della prima della serie, il Mars Observer, aveva condotto a ritardi e posticipi e ad un incremento del tetto di spesa, che raggiunse complessivamente gli 813 milioni di dollari quando nel 1993 la missione andò perduta ormai in prossimità di Marte. Ciò condusse alla cancellazione del Programma e gettò un generale discredito sull'effettiva possibilità di successo di missioni interplanetarie a basso costo.

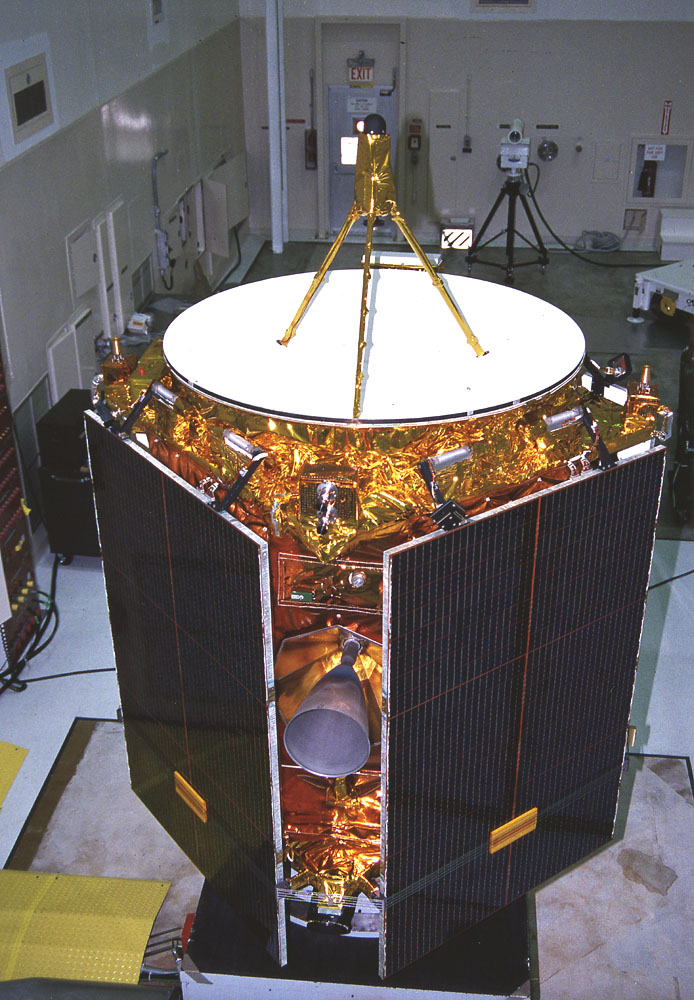
NEAR presso il Kennedy Space Center.

Nel mentre, tra il 1989 ed il 1990, entro la Solar System Exploration Division della NASA veniva istituito un gruppo di lavoro che condusse all'ideazione di un nuovo programma di esplorazione spaziale a basso costo, il Programma Discovery, che nel novembre del 1992 aveva ottenuto i favori del neoeletto Presidente della NASA, Daniel Goldin. Tra le missioni ritenute d'interesse, v'era nuovamente il rendezvous con un asteroide. Le direttive del programma imponevano che i costi per lo sviluppo e la costruzione della sonda non eccedessero i 150 milioni di dollari e che la missione fosse lanciata con un razzo Delta II, o altro vettore dal costo inferiore, oltre alcuni limiti sulla tempistica e sul costo della fase di operazioni dopo il lancio, che non avrebbe dovuto superare i 35 milioni di dollari.
Furono sottoposte alla NASA due proposte di missione, una presentata dal Jet Propulsion Laboratory (JPL), l'altra dal dipartimento di scienze spaziali (Space Department) dell'Applied Physics Laboratory (APL) della Johns Hopkins University. Il JPL ritenne che fosse «improbabile» realizzare la missione entro i limiti di spesa indicati, proponendo quale possibile soluzione quella di avviare una produzione di piccola serie, di tre esemplari - in tal modo, la spesa per le produzioni successive alla prima si sarebbe ridotta. L'APL aveva una maggiore esperienza con missioni spaziali a basso costo, avendo sviluppato i satelliti Transit per la Marina degli Stati Uniti negli anni cinquanta ed avendo partecipato alla Strategic Defense Initiative negli anni ottanta, e propose di costruire una sonda per un rendezvous con 1943 Anteros per 110 milioni di dollari.
Quando, tuttavia, la NASA sottopose nel 1992 la richiesta di finanziamento delle missioni del Programma Discovery al Congresso, la missione NEAR era stata rinviata ad una seconda fase del programma, venendole preferita la missione Mars Pathfinder, sviluppata dal JPL. Fu prevalentemente l'intervento della senatrice Barbara Mikulski, rappresentante del Maryland, a reintrodurre il finanziamento della missione al Senato. Per rendere la missione più interessante, inoltre, fu sviluppato un nuovo piano di volo che, a fronte di un lancio nel 1996, avrebbe permesso di raggiungere 433 Eros e sorvolare un secondo asteroide, 253 Mathilde - per di più, una settimana prima che Mars Pathfinder ammartasse. La squadra guidata da Thomas B. Coughlin ebbe quindi 26 mesi per sviluppare, produrre e testare la sonda.

## Caratteristiche tecniche

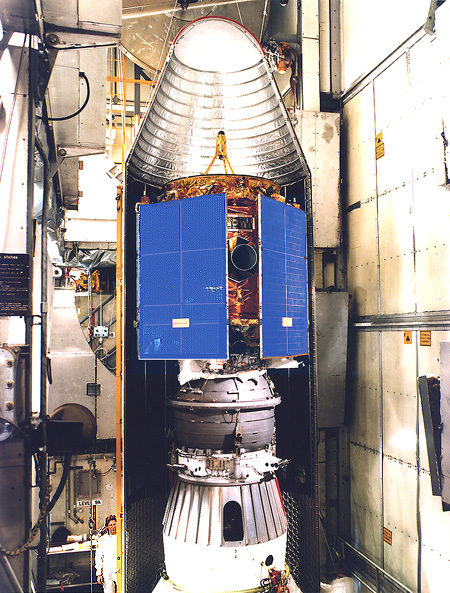
La sonda NEAR nell'ogiva del razzo Delta II.

La configurazione della sonda ha risposto alle richieste di economicità, rapidità e affidabilità imposte dal programma di sviluppo puntando sulla semplicità, sulla ridondanza dei componenti chiave e sull'uso di tecnologie innovative in ambito spaziale.
Il corpo principale della sonda aveva la forma di un prisma, alto 2,8 m, a base ottagonale, dal diametro di circa 1,7 m. Sulla sua sommità era montata in modo fisso l'antenna parabolica ad alto guadagno, di 1,5 m di diametro, il magnetometro e quattro pannelli fotovoltaici in arseniuro di gallio, ognuno dei quali lungo 1,8 m e largo 1,2 m, che avrebbero fornito una potenza elettrica di 1800 W ad un'unità astronomica dal Sole, e 400 W alla massima distanza raggiunta dalla sonda, 2,2 UA. Sulla base erano montati, in modo fisso, i restanti strumenti scientifici. Erano inoltre presenti, quali ridondanze, altre due antenne, una con fascio a ventaglio (fan-beam antenna) e l'altra a basso guadagno.
La sonda era stabilizzata a tre assi. Il sistema propulsivo era contenuto nel corpo principale e sviluppato indipendentemente da esso. Si componeva di un motore a razzo bipropellente - ad idrazina e tetraossido di azoto - in grado di fornire una spinta di 450 N e caratterizzato da un impulso specifico di 313 s; quattro motori a monopropellente - ad idrazina - in grado di fornire una spinta da 21 N, utilizzati per direzionare il vettore di spinta durante le accensioni del motore principale; ed altri sette motori a monopropellente - anch'essi ad idrazina - in grado di fornire una spinta da 3,5 N, utilizzati per le manovre in orbita attorno all'asteroide e, insieme a quattro ruote di reazione, per il controllo d'assetto. La sonda pesava a secco 468 kg e fu rifornita di carburante fino a raggiungere i limiti di lancio del razzo che l'avrebbe portata in orbita, ovvero 805 kg.
La navigazione era supportata da cinque sensori stellari digitali, un'unità di misura inerziale (IMU) ed un sensore stellare, puntato in direzione opposta rispetto agli strumenti. L'IMU si componeva di quattro accelerometri e di quattro giroscopi risonanti emisferici, che non hanno parti mobili perché sfruttano le proprietà della radiazione elettromagnetica, ma che non avevano ancora trovato applicazione nello spazio. Gli elementi principali del sottosistema di comando ed acquisizione dati erano due processori ridondanti e due registratori, di 1,1 e 0,67 Gbit di memoria, basati sulla DRAM Luna-C dell'IBM.

## Strumenti ed esperimenti scientifici

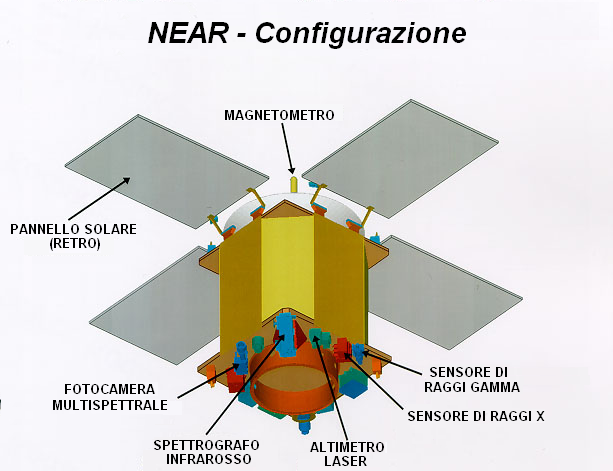
Il diagramma mostra la disposizione degli strumenti scientifici a bordo della sonda.

La sonda era dotata di cinque strumenti scientifici - una fotocamera multispettrale, uno spettrometro infrarosso, uno spettrometro nei raggi X e gamma, un magnetometro e un altimetro laser - che pesavano complessivamente 56 kg e costarono 15,4 milioni di dollari, relativamente piccoli e poco costosi, per una missione spaziale. Ciò fu ottenuto prevalentemente sviluppandoli sulla base di tecnologie allo stato solido che non avevano ancora trovato applicazione in ambito spaziale, ma che erano già commercialmente mature.

### Fotocamera multispettrale
La fotocamera multispettrale (Multi-Spectral Imager, MSI) fu sviluppata dall'Applied Physics Laboratory (APL) sulla base di uno strumento analogo che sarebbe volato a bordo del Midcourse Space Experiment, un satellite sviluppato dall'APL per la Ballistic Missile Defense Organization (Organizzazione per la difesa missilistica balistica), un'agenzia del Dipartimento della Difesa degli Stati Uniti. In tal modo si poté ottenere ad un costo relativamente contenuto, uno strumento di elevata validità scientifica.
La fotocamera operava nel visibile e nel vicino infrarosso, a lunghezze d'onda comprese tra 450 e 1100 nm. Il suo obiettivo primario sarebbe stato di determinare la forma dell'asteroide e di identificare le caratteristiche morfologiche e mineralogiche presenti sulla sua superficie. Montava ottiche refrattive di applicazione spaziale, con una ruota portafiltri con otto posizioni, con sette filtri dedicati all'individuazione di silicati ferrosi e l'ottavo selezionato perché fosse d'ausilio durante la navigazione. La fotocamera aveva un campo di vista (field of view o FOV) di 50,6 × 39,3 mradiante (pari a 2,93 × 2.26°), che veniva tradotto in 537 × 244 pixel. Quale rilevatore era utilizzata una striscia di charge-coupled device o CCD.
Nella fase operativa, lo strumento era comandato da un gruppo scientifico presso la Cornell University, diretto da Joseph Veverka.

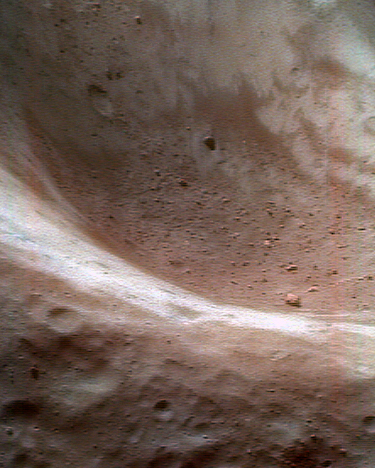
Immagine composta in falsi colori ottenuta con la fotocamera multispettrale che mostra le proprietà della regolite presente su Eros.

### Spettrometro infrarosso
Lo spettrometro infrarosso (NEAR Imaging Spectrograph, NIS) operava tra 0,8 e 2,6 μm, ma le misure utili risultarono comprese tra 1,5 e 2,5 µm. I due rilevatori erano in matrice di germanio (Ge) ed in matrice di arseniuro di indio e gallio (InGaAs), ciascuno di 32 elementi con raffreddamento passivo. Era possibile utilizzare lo strumento con un campo di vista stretto, di 6,63 × 13,3 mrad (0,38 × 0,76°), o largo, di 13,3 × 13,3 mrad (0,76 × 0,76°). Le immagini spettrali erano costruite combinando il moto di uno specchio mobile e quello della sonda.
Scopo dello strumento era rilevare l'abbondanza superficiale di minerali quali olivine e pirosseni. Anche questo strumento era diretto da Joseph Veverka.

### Spettrometro nei raggi X e gamma
Lo spettrometro nei raggi X e gamma (X-Ray/Gamma-Ray Spectrometer, XGRS) è stato lo strumento più costoso tra quelli a bordo della sonda NEAR. Esso si compone in realtà di due strumenti: uno spettrometro nei raggi X ed uno nei raggi gamma. Insieme sono stati utilizzati per determinare la composizione superficiale di Eros.
Lo spettrometro a fluorescenza X misurava la composizione elementare della superficie attraverso lo studio della radiazione di fluorescenza X tra 1×1010 keV, emessa dagli atomi del campione esaminato in seguito all'eccitazione provocata da raggi X solari incidenti. Si componeva di tre contatori proporzionali a gas che, attraverso opportuni filtri, potevano risolvere le linee di assorbimento del magnesio (Mg), alluminio (Al), silicio (Si), ferro (Fe), zolfo (S), titanio (Ti) e calcio (Ca). Aveva un'apertura di 25 × 25 cm ed un campo di vista di 5°. Disponeva di una placca mobile in 55Fe, da utilizzare per calibrare lo strumento in volo. Per distinguere l'emissione della superficie dal rumore, sul lato della sonda esposto al Sole erano presenti due rilevatori che misuravano la porzione X della radiazione solare incidente.
Lo spettrometro nei raggi gamma si componeva di uno scintillatore a ioduro di sodio (NaI) con uno schermo di anti-coincidenza in germanato di bismuto, che gli forniva un campo di vista di circa 45°. Lo strumento misurava raggi gamma emessi dalla superficie di Eros tra 0,3×1010 MeV, con intervalli di 10 keV. L'eccitazione poteva essere generata da più fonti, in particolare sia dall'interazione tra raggi cosmici ed atomi di ferro, silicio, ossigeno (O), magnesio ed idrogeno (H) presenti in superficie, sia dal decadimento radioattivo di costituenti di Eros, quali potassio (K), torio (Th) ed uranio (U); sia dall'interazione tra particelle prodotte durante un brillamento solare ed altri elementi della superficie, quali ferro, silicio, ossigeno e magnesio. La lettura dello strumento riusciva a penetrare fino a circa 10 cm sotto la superficie.
I due spettrometri erano alimentati e controllati attraverso un'elettronica comune. Combinando le osservazioni dei due strumenti per gli atomi comuni, era possibile ricevere informazioni anche sulla profondità di alcuni depositi.
Referente scientifico per lo strumento è stato Jacob Trombka, del Goddard Space Flight Center.

### Magnetometro
Il MAG era un magnetometro fluxgate, sviluppato dal Goddard Space Flight Center e diretto da Mario Acuna.
Lo strumento era montato sulla sommità dell'antenna ad alto guadagno ed era stato sviluppato per misurare il campo magnetico interplanetario e l'eventuale campo magnetico di Eros durante la fase osservativa. La possibilità che un asteroide potesse avere un campo magnetico era stata sollevata dai dati ottenuti dalla sonda Galileo nel sorvolo di 951 Gaspra e 243 Ida, che tuttavia non erano stati ritenuti definitivi. Fu sviluppato, quindi, uno strumento molto sensibile, in grado di rilevare campi magnetici compresi tra 4×1065,536 ntesla. Ad ogni modo, non è stata individuata l'esistenza di alcun campo magnetico su Eros.

### Altimetro laser

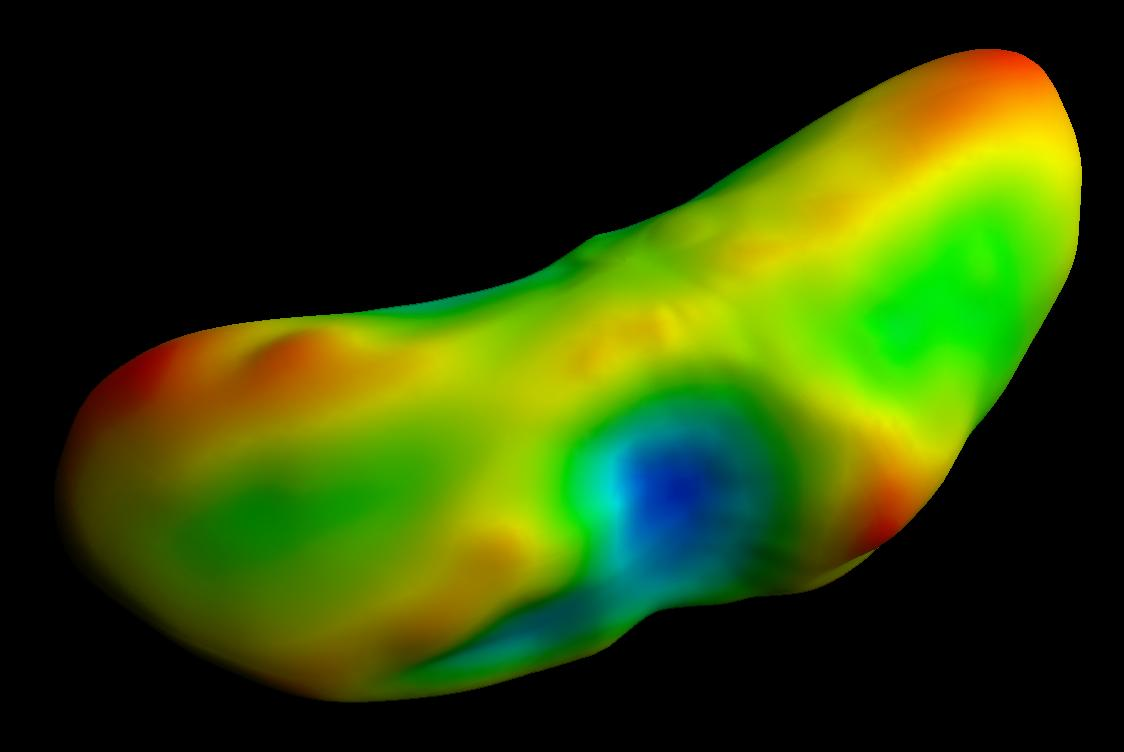
Mappa topografica di Eros che tiene conto anche della misura locale della gravità. In rosso le zone più alte, in blu quelle più basse.

L'altimetro laser (NEAR Laser Rangefinder, NLR) si componeva di due elementi e dell'elettronica necessaria all'elaborazione dei dati. Il primo era un diodo laser pompato in granato di ittrio e alluminio dopato con neodimio (Nd:YAG), in grado di produrre impulsi di 15 mjoule di potenza, di 12 ns di durata, a una lunghezza d'onda di 1,064 μm con una divergenza di 235 μradiante. La frequenza poteva essere variata tra 0 125, 1, 2 e 8 Hz. L'impulso raggiungeva la superficie dell'asteroide ed era quindi riflesso indietro, dove veniva raccolto da un telescopio riflettore allineato con la fotocamera multispettrale, con un'apertura di 8,9 cm ed un fotodiodo quale elemento fotorilevatore. L'elettronica del dispositivo sarebbe quindi stata in grado di misurare il tempo di andata e ritorno e stabilire la lunghezza del tragitto percorso dal segnale, con un'accuratezza di 6 m. Ciò, con la conoscenza della quota dell'orbita, permetteva di determinare l'altitudine media di un'area quadrata di circa 400 m di lato sulla superficie. Ripetute misure avrebbero permesso la realizzazione di una mappa topografica di Eros. Era previsto che lo strumento operasse da un'orbita di 50 km di raggio.
Lo strumento è stato diretto da Maria T. Zuber del Goddard Space Flight Center.

### Esperimento di scienza radio e gravimetria
Nel corso dell'esperimento di scienza radio e gravimetria (Radio Science and Gravimetry) sarebbero state ricavate informazioni sul campo gravitazionale di Eros e Mathilda e sulla loro massa misurando lo spostamento Doppler dei segnali radio provenienti dalla sonda. Combinando questi dati con le osservazioni condotte dalla fotocamera multispettrale e dallo spettrometro infrarosso, che avrebbero permesso di determinare la forma e quindi il volume dei due oggetti, sarebbe stato inoltre possibile ricavare informazioni sulla densità e dedurre quindi alcune informazioni sulla struttura interna dei due asteroidi.
Referente scientifico per l'esperimento è stato Donald Yeomans, del Jet Propulsion Laboratory.

## Denominazione

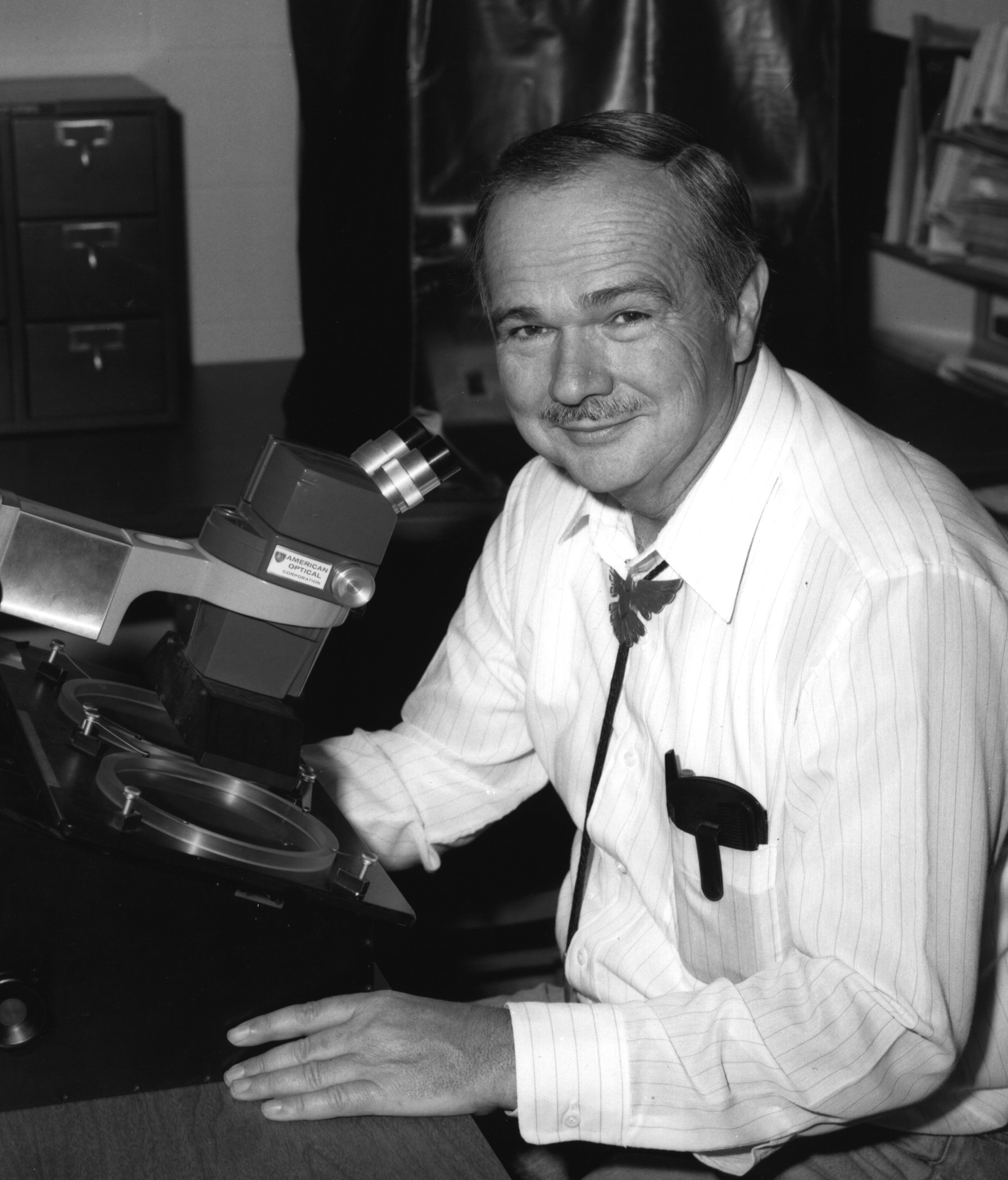
Eugene Shoemaker.

Nel marzo del 2000, la NASA scelse di rinominare ufficialmente la missione in NEAR Shoemaker in memoria di Eugene Shoemaker, un geologo statunitense che è stato tra i fondatori del campo delle scienze planetarie, deceduto in un incidente d'auto il 18 luglio 1997 durante una campagna di ricerca in Australia.
Il lavoro di Shoemaker sui crateri da impatto sulla Terra fece da fondamento allo studio dei crateri in tutti gli altri corpi del Sistema solare; a lui va inoltre attribuita la determinazione di una scala geologica sulla Luna, che permise una datazione della caratteristiche superficiali lunari. Fu inoltre membro del gruppo di lavoro che nel 1985 sviluppò la proposta di missione per l'esplorazione di un asteroide near-Earth che fu successivamente ripresa nello sviluppo della missione NEAR. Nella sua carriera promosse la ricerca su asteroidi e comete e caldeggiò l'ipotesi di una missione umana verso un asteroide NEO, come passo intermedio per l'esplorazione di Marte e degli altri pianeti.

## Panoramica della missione

### Lancio e prima fase di crociera

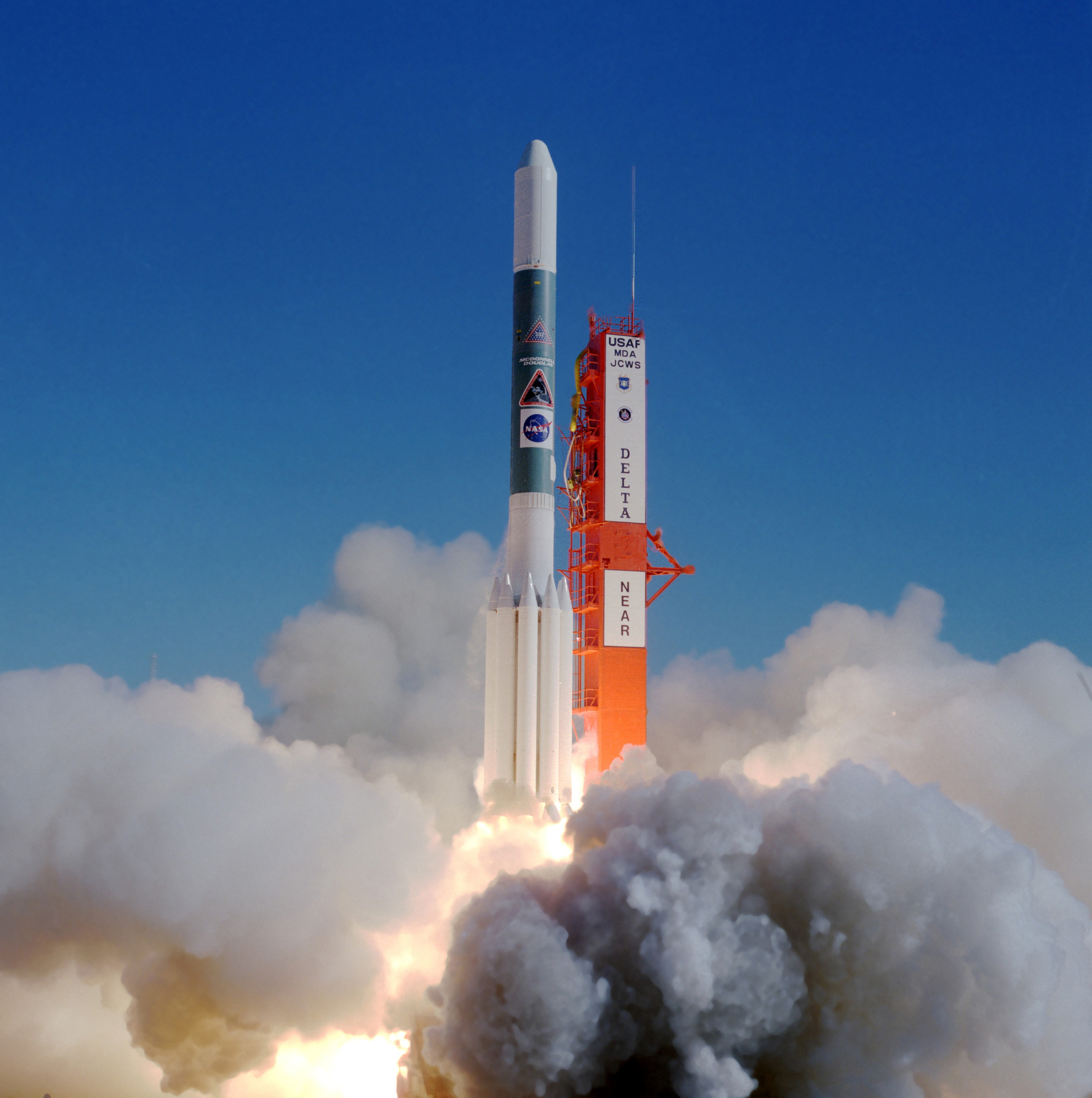
Il lancio a bordo di un razzo Delta II, nel febbraio del 1996.

La sonda NEAR fu costruita in economia assemblando componenti già esistenti; al lancio pesava 805 kg. Fu lanciata il 17 febbraio 1996 a bordo di un razzo Delta II nella configurazione 7925-8, ovvero supportato da nove booster a propellente solido ed utilizzando uno Star 48 (PAM-D) come terzo stadio. Dopo tredici minuti in un'orbita di parcheggio a circa 465 km dalla superficie terrestre, l'accensione del terzo stadio inviò la sonda verso la fascia degli asteroidi. Trascorse la maggior parte della traiettoria riducendo al minimo le attività, in uno stato di ibernazione che si concluse pochi giorni prima del sorvolo ravvicinato (fly-by) dell'asteroide di tipo C 253 Mathilde.
L'incontro avvenne il 27 giugno 1997; nel momento di massimo avvicinamento, alle 12:56 UT, la sonda raggiunse la distanza di 1200 km, transitando con una velocità relativa di 9,93 km/s. A causa di limitazioni nella potenza energetica disponibile a bordo, fu attivata solo la fotocamera multispettro, raccogliendo tuttavia 330 immagini, che coprono il 60% della superficie dell'asteroide. L'incontro permise di determinarne le dimensioni, la massa e l'albedo dell'asteroide.

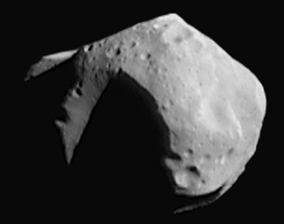
L'asteroide 253 Mathilde, sorvolato nel giugno del 1997.

Il 3 luglio 1997, la sonda eseguì la prima grande manovra di spazio profondo, con un'accensione in due tempi del motore principale da 450 N. Ciò determinò una riduzione della velocità di 279 m/s e del perielio da 0,99 UA a 0,95 UA.
Il 23 gennaio 1998, sfruttò il campo gravitazionale terrestre in una manovra di fionda gravitazionale (swing-by). Il massimo avvicinamento fu raggiunto alle 7:23 UT, a 540 km dalla superficie, sopra il confine meridionale tra l'Iran e l'Iraq. La manovra fu un successo, variando l'inclinazione orbitale da 0,5 a 10,2° e l'afelio da 2,18 a 1,77 UA, valori che quasi combaciano con quelli di Eros. Il sorvolo fu anche sfruttato per calibrare gli strumenti della sonda. Fu condotto, inoltre, un curioso esperimento per valutare la riflettanza dei pannelli fotovoltaici: l'assetto della sonda fu impostato in modo da riflettere la luce solare verso la superficie, durante il sorvolo degli Stati Uniti; il dato desiderato poté essere così stimato valutando la magnitudine raggiunta nei flare della sonda, che raggiunsero approssimativamente la prima magnitudine - ben visibili ad occhio nudo.

### Fallimento del primo tentativo di ingresso in orbita

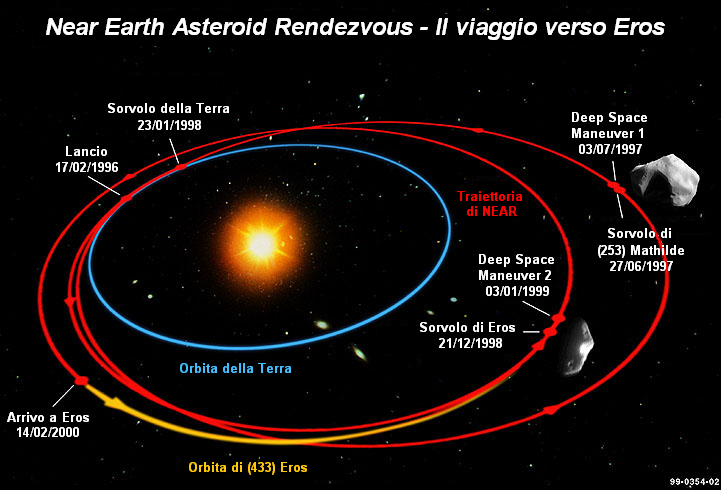
La traiettoria seguita dalla sonda NEAR fino all'incontro con Eros, il 14 febbraio 2000.

Il 20 dicembre 1998 fu tentata la prima delle quattro manovre che avrebbero condotto all'ingresso in orbita attorno ad Eros il seguente 10 gennaio. La sequenza di accensione fu avviata, ma subito abortita in modo automatico a causa della rilevazione di un'eccessiva accelerazione laterale. La sonda entrò in modalità sicura (safe mode) ed iniziò ad oscillare. Durante l'anomalia di funzionamento che durò alcune ore, si verificarono migliaia di accensioni dei razzi che condussero alla perdita di 29 kg di propellente (corrispondenti ad un delta-v di 96 m/s). Se fossero andati perduti altri 15 kg, la sonda non avrebbe avuto più alcuna opportunità di entrare in orbita attorno all'asteroide. Come rilevò il rapporto della commissione nominata ad indagare sull'incidente, il rischio di perdita della missione fu concreto e derivò in ultima analisi da disattenzioni commesse dalla squadra che dirigeva la sonda, divisa in tre gruppi separati, presso l'APL, il JPL e la Cornell University. Quando i contatti furono recuperati, 27 ore dopo, sarebbe stato impossibile riprendere la sequenza per l'inserzione in orbita. Tuttavia, fu necessario organizzare rapidamente un nuovo piano di volo, perché la sonda avrebbe comunque sorvolato Eros il giorno seguente.
Nel momento di massimo avvicinamento, il 23 dicembre 1998 alle 18:41:23 UT, NEAR Shoemaker sorvolò Eros con una velocità relativa di 965 m/s e ad una distanza di 3827 km dal centro di massa dell'asteroide. Furono raccolte immagini con una risoluzione massima di 400 m, condotte osservazioni spettroscopiche nel vicino infrarosso ed eseguito il tracciamento radar dell'asteroide.
Durante la frase di progettazione erano state previste varie soluzioni che avrebbero condotto all'inserzione in orbita. Così dopo aver eseguito i test di funzionamento del propulsore principale, i controllori di volo decisero di implementare subito un nuovo piano di volo, anche per ridurre i costi di gestione della sonda nelle altrimenti lunghe fasi eliocentriche. Il 3 gennaio 1999 fu eseguita la principale manovra in previsione di un secondo tentativo di inserzione in orbita, alla quale corrispose un delta-v di 932 m/s. Una seconda manovra fu condotta il 20 gennaio (14 m/s) e una terza il 12 agosto (21 m/s).
Dal mese di dicembre 1999 fino alla conclusione della sua missione, la sonda è stata inclusa nella InterPlanetary Network (IPN), una rete di sonde spaziali per la localizzazione dei gamma ray burst (o lampi gamma).

### Ingresso in orbita

Animazione della rotazione di 433 Eros.

Il 28 gennaio ed il 4 e 9 febbraio 2000 furono condotte osservazioni di Eros volte ad individuare eventuali satelliti, anche allo scopo di evitare che la sonda potesse scontrarsi con essi, se presenti. Il 3 e l'8 febbraio furono eseguite altre due manovre di correzione dell'orbita per fare in modo che la sonda potesse sorvolare Eros con una velocità relativa di circa 10 m/s dalla parte illuminata dal Sole, a una distanza di 200 km dalla superficie, e condurre alcune osservazioni scientifiche prima di eseguire la manovra di ingresso in orbita.
NEAR raggiunse Eros il 14 febbraio 2000, dopo 13 mesi di crociera. La manovra di ingresso in orbita ebbe luogo alle 15:33 UT, a una distanza di 330 km dalla superficie e consistette nell'accensione del propulsore per quasi annullare la velocità relativa della sonda rispetto all'asteroide. NEAR si immise in un'orbita con periasse di 321 km e apoasse di 366 km.

### Fase di osservazioni ed atterraggio

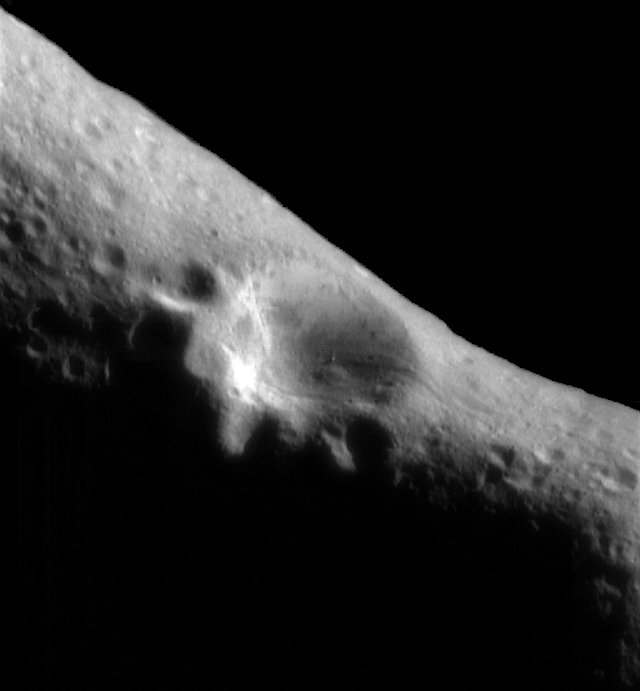
La prima immagine raccolta dopo l'ingresso in orbita attorno ad Eros. È visibile Psyche, il terzo cratere per dimensioni presente sull'asteroide.

L'orbita iniziale fu lentamente ridotta ad un'orbita polare approssimativamente circolare, di circa 50 km di raggio, dalla quale potevano essere raccolte immagini con una risoluzione di 5–10 m/pixel. NEAR Shoemaker trascorse in questa orbita il periodo compreso tra il 1º maggio ed il 26 agosto 2000, salvo una decina di giorni, tra il 14 ed il 24 luglio, in cui l'orbita fu ulteriormente abbassata a 35 km di raggio secondo quanto richiesto per il funzionamento dello spettrometro a raggi X e Gamma (XGRS). La sonda riprese quindi un'orbita più distante di circa 100 km, che raggiunse il 5 settembre 2000. A metà ottobre furono eseguite altre manovre che condussero ad un sorvolo a 5,3 km dalla superficie alle 07:00 UT del 26 ottobre.
Successivamente, la sonda fu spostata su un'orbita circolare ancora più distante, di 200 km di raggio. Fu quindi variato il piano orbitale, da polare - con moto progrado - ad equatoriale - con moto retrogrado. Nuovamente, l'orbita fu abbassata, questa volta direttamente a 35 km di raggio - dal momento che l'esperienza precedente non aveva dato luogo ad inconvenienti - raggiunta il 13 dicembre 2000. Il 24 gennaio 2001, la sonda iniziò una serie di passaggi ravvicinati (fra 5 e 6 km dalla superficie); il più stretto si verificò il 28 gennaio, ad un'altitudine di 2,74 km.
Era previsto che la missione si concludesse dopo un anno di osservazioni dell'asteroide, ovvero il 14 febbraio 2001. Tuttavia, non era stato stabilito cosa ne sarebbe stato della sonda. Il gruppo di ingegneri che la guidava propose quindi alla NASA di tentare una manovra di discesa controllata ed atterraggio morbido sulla superficie, che fu programmata per il 12 febbraio.

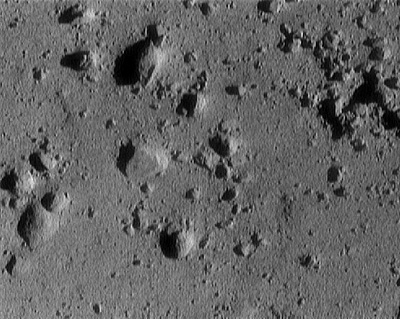
Immagine della superficie di Eros da circa 250 m di altitudine (l'area nell'immagine è di circa 12 metri di lato), ripresa durante la fase di atterraggio.

La prima di cinque manovre che avrebbero condotto all'atterraggio iniziò alle 15:30 UT circa. Gli ingegneri del centro di controllo non sapevano quanto combustibile fosse rimasto a bordo, così calcolarono la traiettoria che avrebbe seguito la sonda se ognuna delle cinque accensioni fosse venuta a mancare. Ad ogni modo, la sonda seguì la traiettoria di discesa prestabilita, salvo raggiungere il suolo qualche secondo prima del previsto alle 20:01:51 UT, toccando in prossimità del cratere Himeros - vicino alla "sella" dell'asteroide - con una velocità compresa fra 1,5 ed 1,8 m/s. NEAR Shoemaker fu così la prima sonda ad eseguire un atterraggio morbido su di un asteroide.
Era stato comandato alla sonda di inviare direttamente a Terra i dati raccolti durante la discesa, in modo che non andassero perduti se NEAR Shoemaker fosse stata danneggiata dall'urto. Tuttavia, con sorpresa degli stessi controllori di missione, risultò ancora operativa. Così la missione ottenne un'estensione del tempo a disposizione del Deep Space Network per altri quattordici giorni. In particolare, lo spettrometro a raggi gamma fu riprogrammato per raccogliere dati sulla composizione dell'asteroide da tale posizione favorevole - una decina di centimetri dalla superficie. L'ultima comunicazione fu ricevuta il 28 febbraio 2001, alle 23:00 UT, prima di comandare lo spegnimento della sonda.
Un ultimo tentativo di comunicare con NEAR Shoemaker fu condotto senza successo il 10 dicembre 2002, per valutare la resistenza della sonda nell'ambiente ostile presente sulla superficie dell'asteroide, dove sono raggiunte temperature minime prossime ai 100 K (-173 °C).

## Principali risultati scientifici

### 253 Mathilde

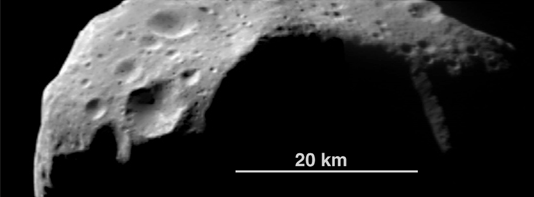
Immagine di Mathilde ripresa in prossimità del momento di massimo avvicinamento.

253 Mathilde è stato il primo asteroide di tipo C raggiunto da una sonda spaziale. Dalle informazioni raccolte nell'incontro, è stato possibile stimarne le dimensioni - 66 × 48 × 44 km, la massa - (1,033±0,044)×1017 kg, la densità - 1300 kg/m³ - e l'albedo, che è pari allo 4,7% della luce incidente e rende l'asteroide particolarmente scuro. Ciò ha permesso di desumere interessanti indizi anche sulla sua struttura interna.
Sulla faccia osservata sono stati individuati cinque grandi crateri di dimensioni comparabili a quelle dell'asteroide stesso, generati da impatti che avrebbero distrutto un oggetto monolitico. L'ipotesi più accreditata è quindi che Mathilde sia costituito da un insieme di pezzi di piccole dimensioni (inferiori ai 500 m), tenuti insieme dalla gravità - modello di struttura interna che viene descritto come rubble pile. La superficie dell'asteroide infatti è particolarmente omogenea nell'albedo, né sono stati individuati massi o altre strutture che potrebbero essere correlate a ricaduta di materiale scagliato nello spazio nel corso degli impatti. Gli impatti che avrebbero dato origine ai crateri di maggiori dimensioni sarebbero avvenuti con angolazioni maggiori di 45°; inoltre, in conseguenza di essi, il materiale che costituisce l'asteroide si sarebbe prevalentemente compresso, più che essere scavato via ed espulso nello spazio.

### 433 Eros

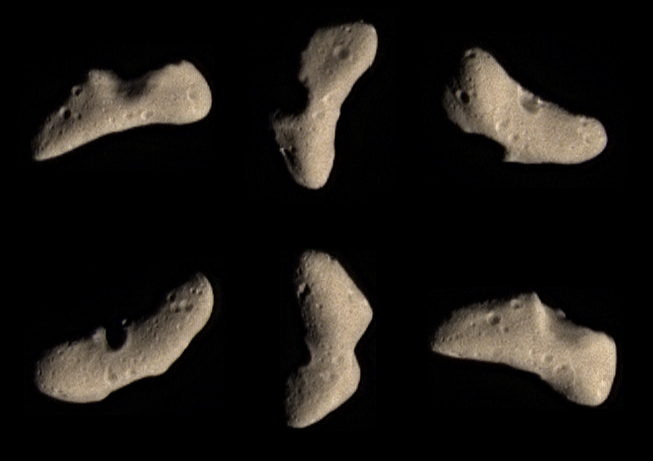
Immagini che mostrano in sequenza la rotazione di Eros.

NEAR Shoemaker ha determinato forma, massa - (6,687±0,003)×1015 kg - e densità - 2670±30 kg/m³ - di 433 Eros. Ne ha fotografato la superficie per un anno, raccogliendo informazioni sulla sua composizione, morfologia e mineralogia.
Eros è un corpo dalla struttura interna essenzialmente omogenea, come suggerisce la distribuzione del suo campo gravitazionale, ma ha una densità leggermente inferiore a quella delle condriti ordinarie e ciò fa supporre che presenti una significativa porosità, sebbene ad un livello inferiore di Mathilde. Ciononostante è un oggetto consolidato, solcato forse da alcune fratture interne, delle quali non è possibile stabilire l'entità. Sulla superficie è possibile individuare strutture che mostrano una coerenza che non sarebbe compatibile con una struttura interna meno compatta. È inoltre possibile distinguere terreni più antichi - la maggior parte - ed altri geologicamente più recenti. Tutti gli indizi raccolti suggeriscono che Eros sia un frammento di un corpo preesistente, generato durante un impatto.
La superficie è inoltre coperta da uno strato di regolite, che potrebbe raggiungere anche i 100 m di profondità. Rocce e blocchi appaiono immersi in essa in varie posizioni. Sono anche visibili "pozze" dalla superficie levigata, cavità riempite dalla regolite. Sono stati proposti vari meccanismi che avrebbero permesso tale livellamento, tra questi il moto di onde sismiche generate dagli impatti oppure la levitazione elettrostatica.
Infine, la composizione di Eros - stimata come rapporto elementare rispetto al silicio - è per certi versi analoga a quelle delle condriti ordinarie (nei valori di Fe/Si, Al/Si e Mg/Si), ma presenta minori quantità di zolfo. Non è possibile sapere se ciò sia limitato a una decina di μm della superficie (corrispondente al potere penetrante dello spettrometro a raggi X) oppure permanga anche all'interno dell'asteroide. Lo spettrometro a raggi gamma ha fornito dati validi solo quando la sonda si è posata sulla superficie, essendo stata sovrastimata la sua portata. Le misure sono quindi limitate a circa un metro cubo di Eros. Lo strumento ha rilevato valori dell'abbondanza del potassio e dei rapporti Mg/Si e Si/O confrontabili con quanto misurato nelle condriti, ma un contenuto minore di ferro nei rapporti Fe/Si e Fe/O. Come detto, l'asteroide non presenta un campo magnetico.

## Riconoscimenti e lascito
Nel novembre del 2001 il National Air and Space Museum ha assegnato alla missione il Trophy for Current Achievement, che istituito nel 1985 rappresenta uno dei riconoscimenti più illustri dell'istituto statunitense. Nello stesso anno ha ricevuto inoltre il premio Best of What's New, assegnato dalla rivista mensile statunitense Popular Science.
La missione, cui sono riconosciuti numerosi primati, è stata un grande successo. Nel libro Asteroid rendezvous: NEAR Shoemaker's adventures at Eros, curato da Jim Bell e Jacqueline Mitton, Joseph Veverka evidenzia come la missione avrebbe dovuto aprire la strada a un'esplorazione metodica degli asteroidi, finalizzata al loro campionamento per dimensioni, classe spettrale e distanza orbitale. Le informazioni raccolte permetterebbero inoltre lo sviluppo di una missione di recupero di campioni dalla superficie di Eros ed al loro trasporto sulla Terra per analisi dettagliate, tuttavia al novembre del 2011 queste ambiziose aspettative non hanno trovato ancora una concreta realizzazione.